# Oribatella reticuloides
Oribatella reticuloides är en kvalsterart som beskrevs av Hammer 1955. Oribatella reticuloides ingår i släktet Oribatella och familjen Oribatellidae. Inga underarter finns listade i Catalogue of Life.